# سيريوس سام: المواجهة العشوائية
سيريوس سام: المواجهة العشوائية هي لعبة لعب الأدوار أصدرت عام 2011 ولعبة رصاصة الجحيم تم تطويرها بواسطة Vlambeer ونشرتها Devolver Digital . وهو يتتبع سفر سام «سيريوس» ستون إلى المستقبل بحثًا عن خصمه، مينتال، كفريق واحد مع المرتزقة في الطريق. يتحكم اللاعب في سام وشركائه من خلال مستويات محصورة، ويشارك في معارك من خلال مواجهات عشوائية. تضع هذه الشخصيات اللاعبة في مواجهة موجات كبيرة من الأعداء، ويتحكم اللاعب في الأسلحة والعناصر التي تستخدمها كل شخصية ضدهم في دورات مدتها خمس ثوان.
تم الإعلان عنها في مارس 2011، تم إنشاء The Random Encounter كجزء من سلسلة سيريوس سام للترويج لإصدار سيريوس سام 3: بي إف إي . تصور Devolver Digital في البداية استنساخًا لصندوق Vlambeer Super Crate Box . لم يعجب الاستوديو بهذه الفكرة، وقام بدلاً من ذلك بصياغة عرض تقديمي للعبة تبادل الأدوار. تم إصدار المواجهة العشوائية لنظام التشغيل ويندوز في أكتوبر 2011 لاستقبال مختلط. تلقى نظام القتال استجابة متنوعة، حيث وصفه بعض النقاد بأنه مبتكر. تم استقبال نغمة اللعبة وصورها وصوتها بشكل جيد. تم التعبير عن آراء متضاربة بشأن ترسانة اللعبة وقصر مدتها.

## روابط خارجية
- الموقع الرسمي

قالب:Serious Samقالب:Vlambeer